# 沃罗比约沃农村居民点
沃罗比约沃农村居民点（俄语：Сельское поселение Воробьёвское）是俄罗斯联邦沃洛格达州索科尔区所属的一个农村居民点。其下辖有47个居民点，行政中心为沃罗比约沃。据2015年统计，该农村居民点的人口为832人。